# Вильгельм IV (король Великобритании)
Вильгельм IV (Уильям Генри) (англ. William IV, нем. Wilhelm IV; 21 августа 1765[…], Вестминстер, Большой Лондон — 20 июня 1837[…], Виндзорский замок) — король Великобритании и Ганновера с 26 июня 1830, герцог Кларенс и Сент-Эндрюс и граф  Манстер в 1789—1830 годах, адмирал флота (24 декабря 1811), третий сын Георга III и младший брат Георга IV. 
В молодости будущий король служил на флоте, впоследствии носил прозвище «Король-моряк». Он служил в Северной Америке, но в военных действиях практически не участвовал. Вильгельм унаследовал трон после смерти двух старших братьев, не оставивших законных потомков, в возрасте 64 лет. За семь лет его правления было проведено несколько важных реформ: пересмотрено законодательство о бедных, проведена демократизация муниципалитетов, впервые ограничен детский труд, а во всей Британской империи отменено рабство. Вильгельм был последним британским монархом, назначавшим премьер-министра против воли парламента. Королевству Ганновер он даровал либеральную конституцию.
Оба законных ребёнка Вильгельма IV умерли в детстве, поэтому британский престол унаследовала его племянница Виктория, а королём Ганновера стал его младший брат Эрнст Август.

## Ранние годы
Вильгельм, третий ребёнок короля Георга III и королевы Шарлотты, родился утром 21 августа 1765 года в Бакингем-хаусе. У него было два старших брата, Георг и Фредерик, поэтому Вильгельм не рассматривался как наследник престола. Он был крещён в Сент-Джеймсском дворце 20 сентября 1765 года, его крёстными были дяди: герцог Глостер и принц Генри (впоследствии герцог Камберленд и Стратерн), а также тётя, принцесса Августа.

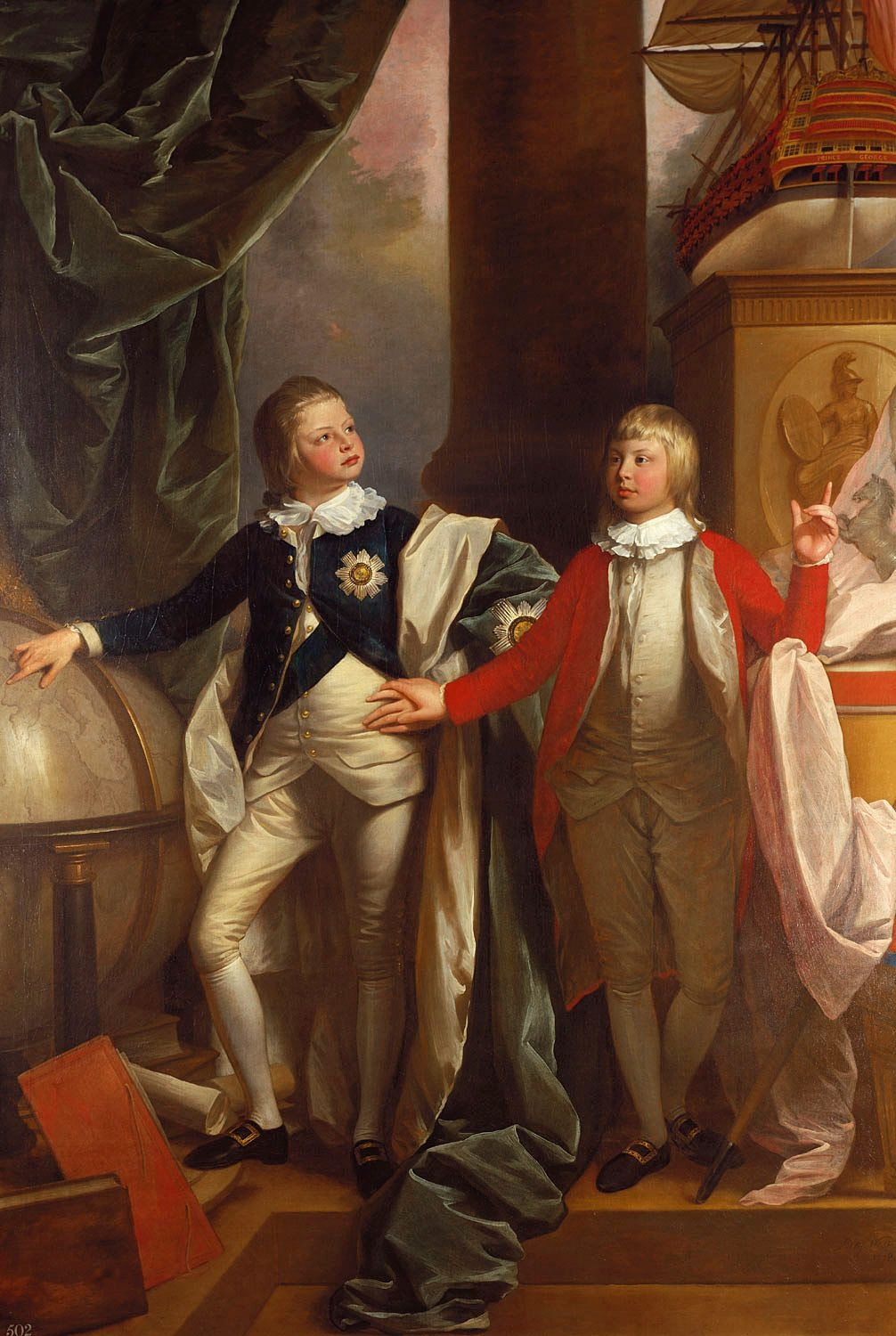
Принц Вильгельм в возрасте 13 лет и его младший брат Эдуард в 1778 году

Большую часть детства принц Вильгельм провёл в Ричмонде и дворце Кью, где его образованием занимались частные педагоги. В тринадцать лет принц поступил в королевский флот мичманом, в 1780 году он присутствовал при сражении у мыса Сент-Винсент. Хотя на борту корабля Вильгельма сопровождал наставник, его морской опыт мало отличался от службы других мичманов, так он наравне со всеми участвовал в готовке пищи и даже был арестован вместе с другими членами команды за пьяную драку в Гибралтаре (хотя принца отпустили сразу же, как установили его личность).
Во время войны за независимость США принц служил в Нью-Йорке. Революционеры с одобрения Джорджа Вашингтона планировали похитить принца, пока он находился в Америке. Однако британцам стало известно об этих планах похищения, после чего к Вильгельму, ранее передвигавшемуся по Нью-Йорку без сопровождения, приставили охрану.
Вильгельм получил звание лейтенанта в 1785 году, а через год стал капитаном фрегата Pegasus. В конце 1785 года принц служил в Вест-Индии под командованием Горацио Нельсона, который высоко отзывался о профессиональных качествах Вильгельма. Вильгельм и Нельсон стали добрыми друзьями, практически каждый вечер вместе ужинали, принц был свидетелем на свадьбе Нельсона. В 1788 году Вильгельм стал капитаном фрегата Andromeda, а через год вместе со званием контр-адмирала получил командование линейным кораблём Valiant.
Вильгельм хотел получить герцогский титул, подобный тем, что имели его старшие братья, и, как следствие, получить место в Палате лордов. Однако король Георг III не спешил производить третьего сына в герцоги, опасаясь, что он примкнёт к парламентской оппозиции. Тогда Вильгельм пригрозил, что будет избираться в Палату общин от округа Тотнес в Девоне. Под давлением Георг сдался, и 16 мая 1789 года Вильгельм получил титулы герцога Кларенса и Сент-Эндрюс и графа Манстера. Вильгельм как и его старшие братья, принц Уэльский и герцог Йоркский, публично поддерживал оппозиционную по отношению к королю партию вигов, но, как и многих политиков того времени, политическая ориентация принца была весьма изменчива, поэтому нельзя однозначно приписать его к какой-то одной партии.

## Служба и политика

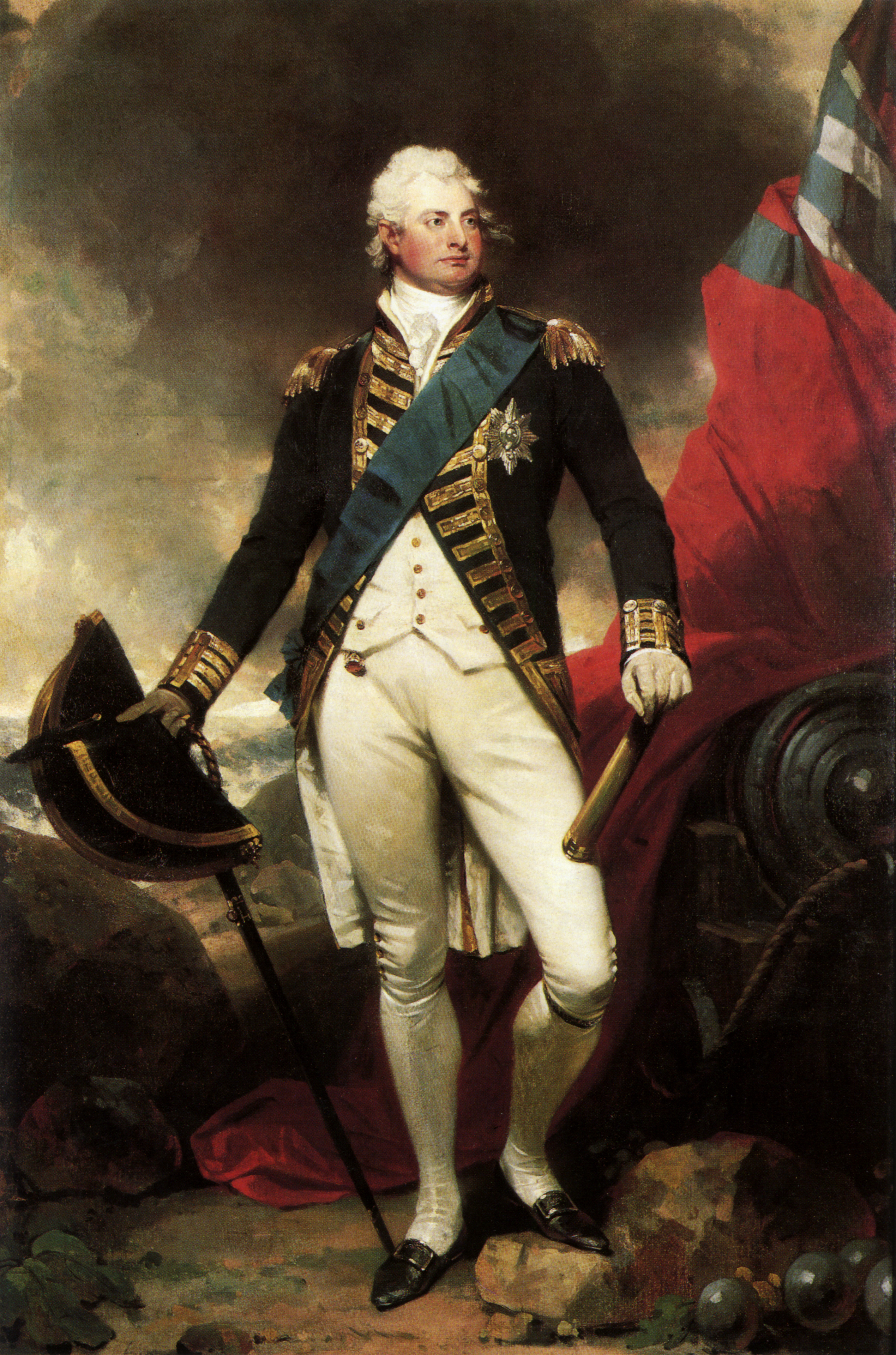
Вильгельм в мундире, портрет работы Мартина Арчера Ши, около 1800 года

В 1790 году Вильгельм оставил службу на флоте. Когда в 1793 году Великобритания вступила в войну с Францией, принц был готов служить своей стране и рассчитывал принять в этой войне участие, но ему не был предоставлен корабль. Возможно, причиной тому было падение пьяного принца с лестницы, в результате которого он сломал руку, а также выступление перед Палатой лордов, в котором Вильгельм выступал против войны. В следующем году принц высказывался уже в поддержку войны, но Адмиралтейство проигнорировало его просьбу о возвращении на службу. Вильгельм не оставлял попыток принять активное участие в войне, но даже полученное им в 1798 году звание адмирала было чисто формальным. Во время Наполеоновских войн принцу также не удалось добиться командной должности. В 1811 году он получил почётное звание адмирала флота. В 1813 году Вильгельм прибыл с визитом в расположение британских войск в Южных Нидерландах. Наблюдая с колокольни за бомбардировкой Антверпена, принц сам попал под обстрел. Пуля пробила его мундир.
В Палате лордов Вильгельм выступал против отмены рабства, которое, хотя и было незаконным в Великобритании, всё ещё существовало в британских колониях. Много путешествуя, принц видел, что свободные люди на севере Шотландии живут хуже, чем рабы в Вест-Индии, поэтому считал, что свобода ничего хорошего рабам не принесёт. Многие парламентарии считались с мнением принца, принимая во внимание его опыт жизни в Вест-Индии. Выступая в Палате лордов, Вильгельм заявил, что все приверженцы идей аболиционизма, и в частности Уильям Уилберфорс, являются либо фанатиками, либо лицемерами. В иных вопросах принц чаще всего занимал более либеральную позицию.

## Правление
Вильгельм IV унаследовал корону в возрасте без малого 65 лет — он был самым пожилым британским монархом в момент воцарения вплоть до вступления на престол 73-летнего Карла III в 2022 году. 8 сентября 1831 г. состоялась коронация Вильгельма и королевы Аделаиды, прозванная в сатирических листках «коронацией за полкроны» (Half-Crown-ation): новый монарх предпочёл резко урезать бюджет церемонии по сравнению с роскошным коронованием старшего брата Георга IV (1821), и все торжества и зрелища для публики свелись только к проезду королевской четы в карете в Вестминстерское аббатство и обратно.
В непродолжительное царствование Вильгельма правительствами графа Грея и виконта Мельбурна были предприняты важные реформы: пересмотрено законодательство о бедных, проведена демократизация муниципалитетов, впервые ограничен детский труд, а во всей Британской империи отменено рабство. Кроме того, по акту 1832 года была изменена электоральная система Британии. Отныне вместо многочисленных мелких городков первенство в парламенте получили депутаты от крупных промышленных городов, таких как Лондон, Бирмингем, Манчестер. Вильгельм был последним королём, назначившим премьер-министра против воли парламента (1834).
В годы правления Вильгельма IV в Великобритании наступил настоящий железнодорожный бум. Строившиеся дороги должны были облегчить перемещение людей и товаров, обеспечение промышленных предприятий всем необходимым.
Со смертью Вильгельма прекратилась личная уния Великобритании и Ганновера: как британскому монарху ему наследовала племянница Виктория, дочь умершего в 1820 году его младшего брата Эдуарда, герцога Кентского, однако она не могла унаследовать ещё и королевство Ганновер, где действовал салический закон, и следующим ганноверским королём стал ещё один младший брат Вильгельма, герцог Камберлендский Эрнст Август.

## Семья
В 1790—1811 годах герцог Кларенс состоял в фактическом браке с актрисой Дороти Джордан (1761—1816). У них было 10 детей, носивших фамилию Фицкларенс («фиц» — традиционная старофранцузская приставка к имени незаконнорождённых детей). После вступления на престол Вильгельм присвоил своему старшему сыну Джорджу титул графа Манстера, который ранее носил сам в качестве второстепенного (род пресёкся в 2000 году).
После смерти племянницы, принцессы Шарлотты, в 1817 году, поставившей под угрозу будущее династии, герцог Кларенс, как и два других его брата, спешно обзавёлся законной семьёй, женившись 11 июля 1818 года на Аделаиде Саксен-Мейнингенской (1792—1849). В этом браке у Вильгельма родились две девочки, но ни одна из них не выжила. Уже после вступления на престол Вильгельм исходил из того, что у него и 38-летней королевы еще могут быть дети, и в принятом в то же время законе о регентстве (1830) предусматривалось уникальное положение, согласно которому после смерти короля и вступления на престол принцессы Виктории Кентской в случае возможной беременности вдовствующей королевы должны быть гарантированы права ребёнка, который может родиться у Аделаиды. Этот ребёнок должен бы был сменить на престоле уже царствующую Викторию.
Этот же закон объявил потенциальной регентшей, в случае, если на престол вступит еще несовершеннолетняя Виктория, её мать, вдовствующую герцогиню Кентскую. Ни король, ни парламент в то время не доверяли младшим братьям короля, кроме того, следующий по старшинству брат, Эрнст Август Камберлендский, должен был унаследовать Ганновер и не мог быть регентом в Британии. Однако к концу жизни Вильгельма IV его отношения с невесткой также испортились, и незадолго до смерти он выступил с публичной эскападой против матери Виктории на званом обеде. Король заявил, что надеется дожить до совершеннолетия племянницы, чтобы та не оказалась под влиянием «дурных советчиков». Его мечта сбылась, он умер уже после того, как Виктории исполнилось 18 лет, и регентство не понадобилось.

## В искусстве
- «Виктория и Альберт» (2001) — англо-американский телесериал. В роли короля Вильгельма IV Питер Устинов
- «Молодая Виктория» (англ. The Young Victoria) (2009) — художественный фильм англо-американского производства. В роли короля Вильгельма IV Джим Бродбент

## Награды
- (KT) Орден Чертополоха 1770
- (KG) Орден Подвязки 1782